# When Lilacs Last in the Dooryard Bloom'd (Hindemith)

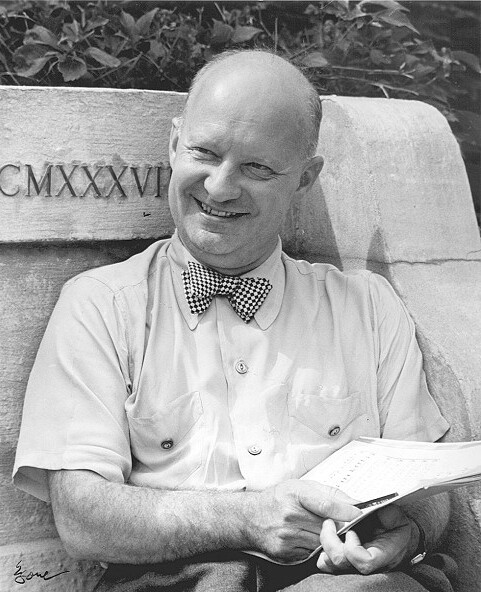
Paul Hindemith

When Lilacs Last in the Dooryard Bloom'd: A Requiem for those we love est un Requiem composé en 1946 par Paul Hindemith, basé sur le poème éponyme (en) de Walt Whitman. Le chef d'orchestre Robert Shaw et la Robert Shaw Chorale (en) commandent l’œuvre après la mort en 1945 du Président Franklin D. Roosevelt. Ce Requiem est créé le 20 avril 1946 sous la direction de Robert Shaw.
David Neumeyer voit ce Requiem « la seule œuvre profondément américaine. » Paul Hume (en) dit de l’œuvre : « doute que nous n'aurions jamais pleuré la mort prématurée d'Abraham Lincoln avec plus d'éloquence que les mots de Walt Whitman mis en musique par Hindemith ; c'est une œuvre de génie et la présence du génie qui préside sa performance nous a apporté une splendeur et une gloire profonde et émouvante ».
La partition est écrite pour solistes mezzo-soprano et baryton, chœur et orchestre complet. Après une introduction orchestrale, le texte du poème est divisé en onze mouvements :
1. When lilacs last in the dooryard bloom'd (baryton et chœur)
2. Arioso. In the swamp (mezzo-soprano)
3. March. Over the breast of spring
4. O western orb (baryton et chœur)
5. Arioso. Sing on, there in the swamp
6. Song. O how shall I warble
7. Introduction and Fugue. Lo! body and soul
8. Sing on! you gray-brown bird
9. Death Carol. Come, lovely and soothing Death (chœur)
10. To the tally of my soul
11. Finale. Passing the visions (mezzo-soprano, baryton et chœur)